# Campeonato Europeo de Waterpolo Femenino de 2016
El XVI Campeonato Europeo de Waterpolo Femenino se celebró en Belgrado (Serbia) entre el 10 y el 22 de enero de 2016 bajo la organización de la Liga Europea de Natación (LEN) y la Federación Serbia de Natación. Paralelamente se celebró el XXXII Campeonato Europeo de Waterpolo Masculino.
Los partidos se realizaron en la Kombank Arena de la capital serbia. Compitieron en el evento 12 selecciones nacionales afiliadas a la LEN por el título europeo, cuyo anterior portador era el equipo de España, ganador del Europeo de 2014.
El equipo de Hungría conquistó el título europeo al vencer en la final al equipo de los Países Bajos con un marcador de 7-9. El conjunto de Italia ganó la medalla de bronce en el partido por el tercer puesto contra el equipo de España.

## Grupos
| Grupo A      | Grupo B  |
| ------------ | -------- |
| Países Bajos | España   |
| Hungría      | Serbia   |
| Rusia        | Italia   |
| Grecia       | Alemania |
| Portugal     | Francia  |
| Turquía      | Croacia  |

## Primera fase
- Todos los partidos en la hora local de Belgrado (UTC+1).

Los primeros cuatro equipos de cada grupo pasan a los cuartos de final. Los equipos restantes juegan entre sí por los puestos 9 a 12.

### Grupo A
| Equipo       | J | G | E | P | GF | GC  | DG   | PTS |
| ------------ | - | - | - | - | -- | --- | ---- | --- |
| Países Bajos | 5 | 5 | 0 | 0 | 92 | 29  | +63  | 15  |
| Hungría      | 5 | 4 | 0 | 1 | 82 | 31  | +51  | 12  |
| Rusia        | 5 | 3 | 0 | 2 | 83 | 36  | +47  | 9   |
| Grecia       | 5 | 2 | 0 | 3 | 77 | 42  | +35  | 6   |
| Portugal     | 5 | 1 | 0 | 4 | 21 | 111 | -90  | 3   |
| Turquía      | 5 | 0 | 0 | 5 | 14 | 120 | -106 | 0   |

- Resultados

| Fecha | Hora  | Partido      | Partido | Partido      | Resultado |
| ----- | ----- | ------------ | ------- | ------------ | --------- |
| 10.01 | 11:00 | Portugal     | -       | Grecia       | 3-27      |
| 10.01 | 12:30 | Rusia        | -       | Turquía      | 29-0      |
| 10.01 | 15:15 | Países Bajos | -       | Hungría      | 14-10     |
| 12.01 | 11:00 | Portugal     | -       | Rusia        | 5-21      |
| 12.01 | 12:30 | Turquía      | -       | Países Bajos | 0-25      |
| 12.01 | 15:45 | Grecia       | -       | Hungría      | 6-9       |
| 14.01 | 11:00 | Países Bajos | -       | Portugal     | 28-2      |
| 14.01 | 12:30 | Hungría      | -       | Turquía      | 27-1      |
| 14.01 | 15:45 | Rusia        | -       | Grecia       | 16-6      |
| 16.01 | 11:00 | Portugal     | -       | Hungría      | 0-25      |
| 16.01 | 12:30 | Grecia       | -       | Turquía      | 28-3      |
| 16.01 | 15:45 | Rusia        | -       | Países Bajos | 7-14      |
| 18.01 | 12:30 | Portugal     | -       | Turquía      | 11-10     |
| 18.01 | 15:45 | Países Bajos | -       | Grecia       | 11-10     |
| 18.01 | 17:15 | Hungría      | -       | Rusia        | 11-10     |

### Grupo B
| Equipo   | J | G | E | P | GF  | GC  | DG  | PTS |
| -------- | - | - | - | - | --- | --- | --- | --- |
| Italia   | 5 | 5 | 0 | 0 | 91  | 19  | +72 | 15  |
| España   | 5 | 4 | 0 | 1 | 105 | 23  | +82 | 12  |
| Francia  | 5 | 3 | 0 | 2 | 38  | 43  | -5  | 9   |
| Alemania | 5 | 2 | 0 | 3 | 43  | 82  | -39 | 6   |
| Serbia   | 5 | 1 | 0 | 4 | 36  | 65  | -29 | 3   |
| Croacia  | 5 | 0 | 0 | 5 | 21  | 102 | -81 | 0   |

- Resultados

| Fecha | Hora  | Partido  | Partido | Partido  | Resultado |
| ----- | ----- | -------- | ------- | -------- | --------- |
| 11.01 | 11:00 | Croacia  | -       | España   | 3-29      |
| 11.01 | 12:30 | Italia   | -       | Francia  | 10-3      |
| 11.01 | 17:15 | Serbia   | -       | Alemania | 13-14     |
| 13.01 | 11:00 | España   | -       | Francia  | 21-2      |
| 13.01 | 12:30 | Alemania | -       | Italia   | 3-22      |
| 13.01 | 17:15 | Croacia  | -       | Serbia   | 4-8       |
| 15.01 | 11:00 | Italia   | -       | Croacia  | 31-2      |
| 15.01 | 12:30 | Francia  | -       | Alemania | 12-3      |
| 15.01 | 15:45 | Serbia   | -       | España   | 6-21      |
| 17.01 | 11:00 | Croacia  | -       | Francia  | 3-14      |
| 17.01 | 12:30 | España   | -       | Alemania | 26-3      |
| 17.01 | 15:45 | Serbia   | -       | Italia   | 3-19      |
| 19.01 | 12:30 | Croacia  | -       | Alemania | 9-20      |
| 19.01 | 15:45 | Italia   | -       | España   | 9-8       |
| 19.01 | 17:15 | Francia  | -       | Serbia   | 7-6       |

## Fase final
- Todos los partidos en la hora local de Belgrado (UTC+1).

|  | Cuartos de final | Cuartos de final |         |              | Semifinales | Semifinales |        |              | Final        | Final |  |
|  |                  |                  |         |              |             |             |        |              |              |       |  |
|  |                  |                  |         |              |             |             |        |              |              |       |  |
|  | Países Bajos     | 19               |         |              |             |             |        |              |              |       |  |
|  | Países Bajos     | 19               |         |              |             |             |        |              |              |       |  |
|  | Alemania         | 2                |         |              |             |             |        |              |              |       |  |
|  | Alemania         | 2                |         | Países Bajos | 15 (P)      |             |        |              |              |       |  |
|  |                  |                  |         | Países Bajos | 15 (P)      |             |        |              |              |       |  |
|  |                  |                  | España  | 14           |             |             |        |              |              |       |  |
|  | Rusia            | 8                | España  | 14           |             |             |        |              |              |       |  |
|  | Rusia            | 8                |         |              |             |             |        |              |              |       |  |
|  | España           | 12               |         |              |             |             |        |              |              |       |  |
|  | España           | 12               |         |              |             |             |        | Países Bajos | 7            |       |  |
|  |                  |                  |         |              |             |             |        | Países Bajos | 7            |       |  |
|  |                  |                  | Hungría | 9            |             |             |        |              |              |       |  |
|  | Hungría          | 18               | Hungría | 9            |             |             |        |              |              |       |  |
|  | Hungría          | 18               |         |              |             |             |        |              |              |       |  |
|  | Francia          | 6                |         |              |             |             |        |              |              |       |  |
|  | Francia          | 6                |         | Hungría      | 10          |             |        | Tercer lugar | Tercer lugar |       |  |
|  |                  |                  |         | Hungría      | 10          |             |        | Tercer lugar | Tercer lugar |       |  |
|  |                  |                  | Italia  | 5            |             |             |        |              |              |       |  |
|  | Grecia           | 4                | Italia  | 5            |             |             | España | 9            |              |       |  |
|  | Grecia           | 4                |         |              |             |             | España | 9            |              |       |  |
|  | Italia           | 10               |         |              |             |             |        |              | Italia       | 10    |  |
|  | Italia           | 10               |         |              |             |             |        |              | Italia       | 10    |  |
|  |                  |                  |         |              |             |             |        |              |              |       |  |

### Cuartos de final
| Fecha | Hora  | Partido      | Partido | Partido  | Resultado |
| ----- | ----- | ------------ | ------- | -------- | --------- |
| 20.01 | 12:00 | Grecia       | -       | Italia   | 4-10      |
| 20.01 | 13:30 | Países Bajos | -       | Alemania | 19-2      |
| 20.01 | 15:45 | Hungría      | -       | Francia  | 18-6      |
| 20.01 | 17:15 | Rusia        | -       | España   | 8-12      |

### Semifinales
| Fecha | Hora  | Partido      | Partido | Partido | Resultado       |
| ----- | ----- | ------------ | ------- | ------- | --------------- |
| 21.01 | 15:45 | Países Bajos | -       | España  | 15-14 (6-5) (P) |
| 21.01 | 17:15 | Hungría      | -       | Italia  | 10-5            |

### Tercer lugar
| Fecha | Hora  | Partido | Partido | Partido | Resultado |
| ----- | ----- | ------- | ------- | ------- | --------- |
| 22.01 | 18:45 | España  | -       | Italia  | 9-10      |

### Final
| Fecha | Hora  | Partido      | Partido | Partido | Resultado |
| ----- | ----- | ------------ | ------- | ------- | --------- |
| 22.01 | 20:15 | Países Bajos | -       | Hungría | 7-9       |

## Medallero
| Hungría | Países Bajos | Italia |
| Dóra Antal Barbara Bujka Dóra Csabai Dóra Czigány Edina Gangl Krisztina Garda Anna Krisztina Illés Orsolya Kasó Rita Keszthelyi Hanna Kisteleki Gabriella Szűcs Orsolya Takács Ildikó Tóth | Laura Aarts Amarens Genee Dagmar Genee Lieke Klaassen Maud Megens Leonie van der Molen Marloes Nijhuis Vivian Sevenich Sabrina van der Sloot Yasemin Smit Nomi Stomphorst Isabella van Toorn Debby Willemsz | Rosaria Aiello Roberta Bianconi Aleksandra Cotti Tania Di Mario Giulia Enrica Emmolo Teresa Frassinetti Arianna Garibotti Giulia Gorlero Francesca Pomeri Elisa Queirolo Federica Radicchi Chiara Tabani Laura Teani |
| Attila Bíró (seleccionador) | Arno Havenga (seleccionador) | Fabio Conti (seleccionador) |

Fuente: 

## Estadísticas

### Clasificación general
| 1. Hungría      |
| 2. Países Bajos |
| 3. Italia       |
| 4. España       |
| 5. Grecia       |
| 6. Rusia        |
| 7. Francia      |
| 8. Alemania     |
| 9. Serbia       |
| 10. Portugal    |
| 11. Croacia     |
| 12. Turquía     |

### Máximas goleadoras
| N.º | Nombre                | Selección    | Goles | Tiros | %      | Partidos jugados |
| --- | --------------------- | ------------ | ----- | ----- | ------ | ---------------- |
| 1   | Rita Keszthelyi       | Hungría      | 23    | 39    | 59,0 % | 8                |
| 2   | Roberta Bianconi      | Italia       | 21    | 43    | 48,8 % | 8                |
| 3   | Yekaterina Lisunova   | Rusia        | 20    | 36    | 55,6 % | 8                |
| 3   | Yasemin Smit          | Países Bajos | 20    | 37    | 54,1 % | 8                |
| 5   | Alexandra Asimaki     | Grecia       | 19    | 43    | 44,2 % | 8                |
| 5   | Barbara Bujka         | Hungría      | 19    | 35    | 54,3 % | 8                |
| 5   | Anastasiya Simanovich | Rusia        | 19    | 34    | 55,9 % | 8                |

Fuente: 